# Cigánykerék

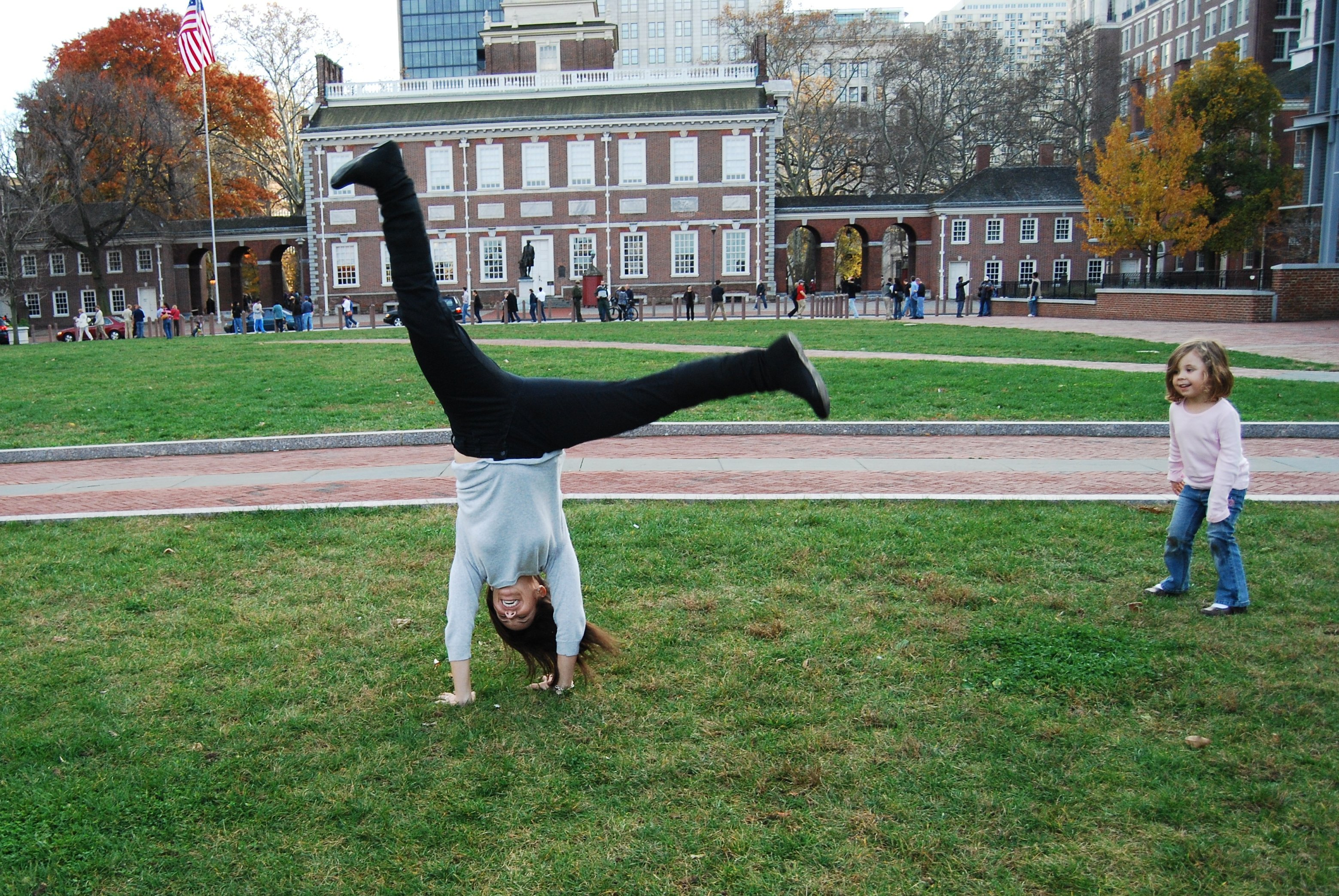
Cigánykerék

A cigánykerék egy tornamutatvány, állásból vagy terpeszállásból elindulva oldalirányban előbb az egyik kéz, majd átlendülve a másik kéz érinti a talajt, és ez a lendület visz újra álló pozícióba. A gyakorlat nyújtott lábbal és hajlított lábakkal is végrehajtható, a lényeg az oldalirányú mozgáson van.
Magyar nevének eredete talán az, hogy a vándor cigányok ezzel és hasonló vásári bemutatókkal is kerestek pénzt, így lett ez „cigánykerék”. Egyéb nyelveken kocsikerék vagy kerékvetés nevekkel is illetik, ami kifejezi, hogy az ember végtagjai - mint egy kocsikerék küllői - segítik elő a körirányú mozgást.

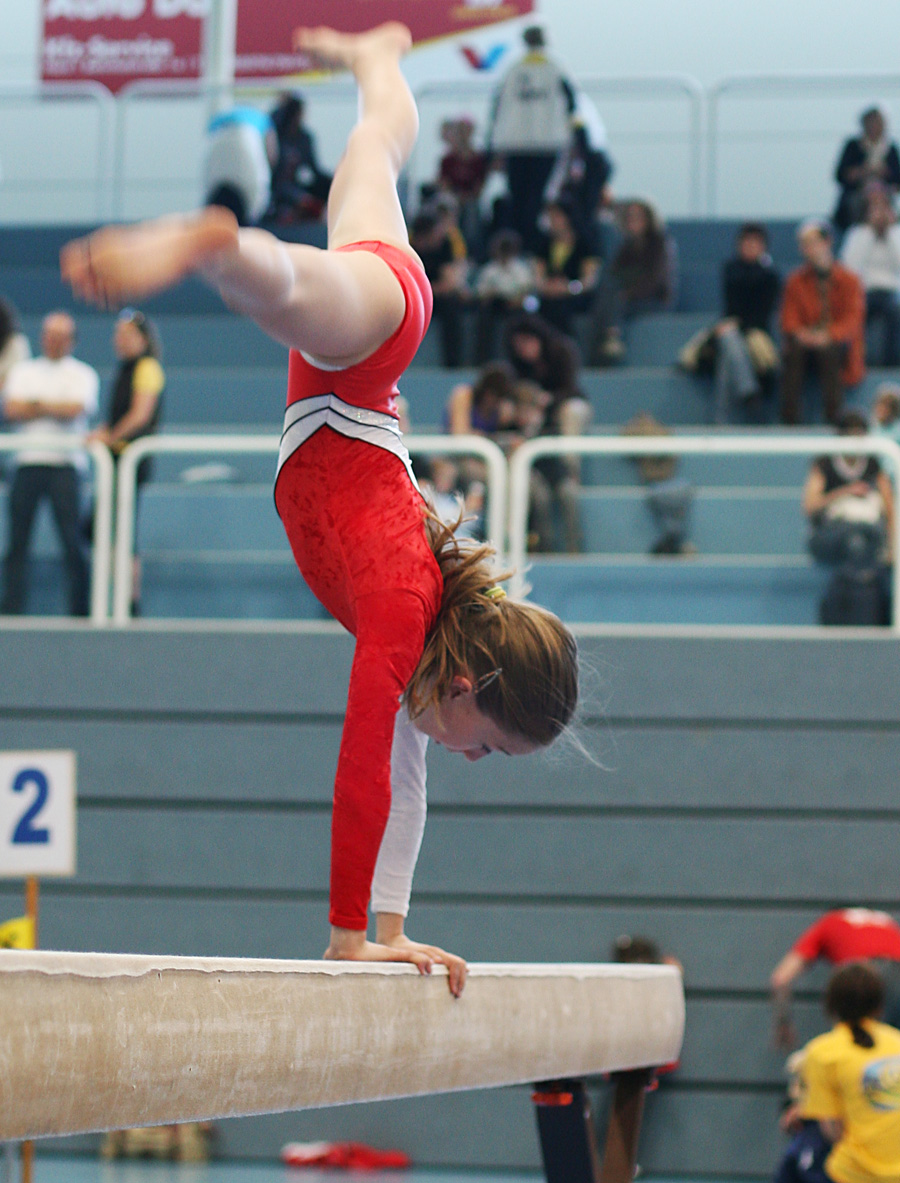
Cigánykerék gerendán

A cigánykerék mint gerenda- vagy talajtorna-gyakorlat természetesen nyújtott lábakkal hajtandó végre, két változata van, a dinamikus (lendületből) és a statikus (álló helyzetből) végzett cigánykerék.

## További információ
- Cigánykerék illusztrációk és clipart